# Xylotrechus obliteratus
Xylotrechus obliteratus là một loài bọ cánh cứng trong họ Cerambycidae.